# Camungo

Camungo, também conhecido por Alegria, é um bairro de Nadalatando, no Cuanza Norte.
Camungo foi fundado em 1992.

## Alegria
O nome Alegria surgiu em detrimento em tempos passados ter no norte da rua existia um rio que se chama Camungo que no final do ano 1997 a população  que habitavam naquela localidade faziam o consumo da água deste mesmo rio.

## Geografia
Camungo tem uma altitude cerca 117 m, tem cerca 1187 habitantes.

## História
Os historiadores afirmaram que com a chegada dos portugueses em Angola muitos Habitantes daquele local começaram a mudar de região por causa da escravatura e depois com os conflitos que tinha o país com os partidos em disputa do poder Unita e MPLA isso foi no ano 1993 a 2000 depois da morte em 02 de fevereiro de 2002 que foi o líder do partido da Unita. Esta trajetória não foi tão difícil para eles porque a guerra durou pouco tempo, a parte do Camungo que mais ouve deslocação quando o país esteve em guerra foi a parte da da ponte, que agora na actualidade é chamado Ponte da União, perto da unidade policial. 